# 148 (số)
148 (một trăm bốn mươi tám) là một số tự nhiên ngay sau 147 và ngay trước 149.